# 胡家惠
胡家惠（英語：Cathy Wu Kar Wai；1982年9月13日—），祖籍廣東順德，預科就讀於遵理學校，参加2002年度香港小姐競選，參選編號是15號，並奪得季軍。其後她代表香港前往日本東京参加2002年國際小姐賽並獲得友誼小姐。卸任後她獲簽約無綫電視18個月合約，其後離開娛樂圈投考空姐。她亦曾於多間上市公司及機構任職，並創立 K-care零售品牌和「靚湯 Souper」湯包品牌；現育有兩個女兒。
2025年6月22日，胡家惠接受滴禮正式成為基督徒。

## 事業生涯
離開娛樂圈後，胡家惠曾於多間上市公司和機構擔任不同的職務，包括Savills Residence Limited (母公司：Savills plc) (LON: SVS) 和  Focus Media Network Limited (香港聯交所編號：8112)。
2016-2017年，曾獲任為上市公司 利駿集團香港有限公司 (香港聯交所編號：8360) 的執行董事，負責集團的市場營銷策略，包括活動統籌和公司媒體與公共關係。

## 創業經歷
2012年，胡家惠首次創業，成立利駿市場策劃有限公司，業務主要包括活動關係與公共關係以及創立K-Care零售品牌，於香港推廣及分銷韓國天然護膚品和美容產品。
2018年10月15日，胡家惠創辦益生集團國際有限公司 (Simply Satisfied International Limited) 並成立品牌「靚湯 Souper」，其產品主要為港式健康湯包。
2019年，胡家惠創辦了美益生活科技（廣州）有限公司。同年9月，胡家惠亦於中環開設美容院 「Ciao Bella」。

## 慈善公益
- 2006 - 2007 : 仁愛堂慈善機構大使 [8]
- 2012 - 2018 :  香港大學「職業技能培訓」課程的客座嘉賓 [5]
- 2017 - 2018 :  油尖旺青年社副會長  [5]
- 2017 – 現今 :  金紫荊女企業家協會執行會員 [5]
- 2018 – 現今 :  香港華僑總商會會員 [5]

## 節目主持
- 2002年 《康泰最緊要好玩》（第156-157集 港姐泰國親善之旅(1)(2) 與林敏俐、左慧琪、嘉碧儀及蔡潔雯主持）[9]
- 2003-2004年 《恒生銀行特約：精靈智多kid》（兒童節目 與安德尊、關伊彤主持）[10]

## 獎項
- 2002年香港小姐季軍 [7]
- 2002年國際小姐友誼小姐 [11]

## 外部連結
- 胡家惠的Facebook專頁
- 胡家惠的Instagram帳戶

| 前任： 朱凱婷 | 香港小姐競選季軍 2002年 | 繼任： 戚黛黛 |